# Verein für Bewegungsspiele Oldenburg 1996-1997
Questa voce raccoglie le informazioni riguardanti il Verein für Bewegungsspiele Oldenburg nelle competizioni ufficiali della stagione 1996-1997.

## Stagione
Nella stagione 1996-1997 l'Oldenburg, allenato da Hubert Hüring, concluse il campionato di 2. Bundesliga al 18º posto e fu retrocesso in Regionalliga. In Coppa di Germania l'Oldenburg fu eliminato al secondo turno dal Werder Brema.

## Rosa
| N. |                      | Ruolo | Calciatore          |
| -- | -------------------- | ----- | ------------------- |
| 5  | Nigeria (bandiera)   | D     | Andrew Uwe          |
|    | Germania (bandiera)  | P     | Hans-Jörg Butt      |
|    | Germania (bandiera)  | P     | Ralf Eilenberger    |
|    | Polonia (bandiera)   | D     | Wiesław Cisek       |
|    | Polonia (bandiera)   | D     | Maciej Janiak       |
|    | Germania (bandiera)  | D     | Jörg-Uwe Klütz      |
|    | Serbia (bandiera)    | D     | Goran Milosavljević |
|    | Danimarca (bandiera) | D     | Lasse Sall          |
|    | Germania (bandiera)  | D     | Jan Sievers         |
|    | Germania (bandiera)  | D     | Arne Tammen         |
|    | Germania (bandiera)  | C     | Andreas Boll        |
|    | Germania (bandiera)  | C     | Sven Bremer         |

| N. |                     | Ruolo | Calciatore          |
| -- | ------------------- | ----- | ------------------- |
|    | Germania (bandiera) | C     | Carsten Cordes      |
|    | Germania (bandiera) | C     | Timo Ehle           |
|    | Germania (bandiera) | C     | Thomas Goch         |
|    | Germania (bandiera) | C     | Ralf Hilljegerdes   |
|    | Germania (bandiera) | C     | Stefan Lang         |
|    | Slovenia (bandiera) | C     | Sandi Valentinčič   |
|    | Germania (bandiera) | C     | Miroslav Votava     |
|    | Germania (bandiera) | C     | Alexander Woloschin |
|    | Germania (bandiera) | A     | Horst Elberfeld     |
|    | Nigeria (bandiera)  | A     | Collins Etebu       |
|    | Germania (bandiera) | A     | Jacek Janiak        |
|    | Polonia (bandiera)  | A     | Jan Urban           |

## Organigramma societario
Area tecnica
- Allenatore: Hubert Hüring
- Allenatore in seconda: Krzysztof Zając
- Preparatore dei portieri:
- Preparatori atletici:

## Calciomercato

### Sessione estiva
| Acquisti | Acquisti          | Acquisti    | Acquisti |
| R.       | Nome              | da          | Modalità |
| -------- | ----------------- | ----------- | -------- |
| C        | Sandi Valentinčič | Gorica      |          |
| P        | Ralf Eilenberger  | LR Ahlen    |          |
| D        | Jörg-Uwe Klütz    | Hannover 96 |          |
| D        | Jan Sievers       | Meppen      |          |
| C        | Dariusz Szubert   | St. Pauli   |          |
| D        | Arne Tammen       | Cloppenburg |          |

| Cessioni | Cessioni     | Cessioni          | Cessioni |
| R.       | Nome         | a                 | Modalità |
| -------- | ------------ | ----------------- | -------- |
| D        | Sandy Enge   | Bocholt           |          |
| A        | Tino Rodehau | Atlas Delmenhorst |          |

### Sessione invernale
| Acquisti | Acquisti        | Acquisti     | Acquisti |
| R.       | Nome            | da           | Modalità |
| -------- | --------------- | ------------ | -------- |
| C        | Miroslav Votava | Werder Brema |          |

| Cessioni | Cessioni        | Cessioni          | Cessioni |
| R.       | Nome            | a                 | Modalità |
| -------- | --------------- | ----------------- | -------- |
| C        | Dariusz Szubert | Zurigo            |          |
| D        | Frank Claaßen   | SV Wilhelmshaven  |          |
| C        | Patrick Zierott | Atlas Delmenhorst |          |

## Risultati

### 2. Bundesliga

#### Girone di andata
| Arbitro: | Fröhlich |

|               |           |             |
| Elberfeld 24’ | Marcatori | 71’ Böttche |

| Arbitro: | Fandel |

|               |           |            |
| Schmöller 17’ | Marcatori | 9’ Sievers |

| Arbitro: | Müller |

|              |           |           |
| Elberfeld 3’ | Marcatori | 63’ Labak |

| Arbitro: | Lange |

|                               |           |         |
| Weber 26’, 81’ Holetschek 43’ | Marcatori | 45’ Uwe |

| Arbitro: | Schütz |

|               |           |                        |
| Elberfeld 51’ | Marcatori | 63’ Wollitz 64’ Thorup |

| Arbitro: | Wendorf |

|                                          |           |  |
| Demandt 14’ Stöver 43’ Grevelhörster 67’ | Marcatori |  |

| Arbitro: | Gettke |

|                 |           |                                              |
| Butt 70’ (rig.) | Marcatori | 19’, 49’ Keller 26’ Ballwanz 74’ Tyszkiewicz |

| Arbitro: | Wezel |

|           |           |  |
| Kruse 52’ | Marcatori |  |

| Arbitro: | Friedrichs |

|                                                  |           |           |
| Elberfeld 17’, 41’ Szubert 23’ Milosavljević 29’ | Marcatori | 62’ Fuchs |

| Arbitro: | Insam |

|           |           |  |
| Meyer 61’ | Marcatori |  |

| Arbitro: | Dehmelt |

|                             |           |           |
| Milosavljević 47’ Urban 87’ | Marcatori | 30’ Beyel |

| Arbitro: | Fleischer |

|                                                         |           |                          |
| Marschall 34’ Wegmann 49’ Kuka 53’, 66’, 73’ Rische 89’ | Marcatori | 25’ Elberfeld 31’ Bremer |

| Arbitro: | Keßler |

|                                                                    |           |             |
| Hey 2’ Krieg 59’ Dengel 61’, 67’ Renn 73’ Lipinski 79’ Lottner 83’ | Marcatori | 21’ Sievers |

| Arbitro: | Wack |

|           |           |                  |
| Etebu 83’ | Marcatori | 45’ (aut.) Klütz |

| Arbitro: | Dörr |

|             |           |  |
| Kirsten 63’ | Marcatori |  |

| Arbitro: | Gettke |

|            |           |  |
| Tammen 78’ | Marcatori |  |

| Arbitro: | Prengel |

|                          |           |                                   |
| Dickhaut 11’ Gaudino 56’ | Marcatori | 43’ Tammen 45’ Elberfeld 86’ Goch |

#### Girone di ritorno
| Arbitro: | Gettke |

|                         |           |           |
| Myyry 32’ von Ahlen 75’ | Marcatori | 76’ Etebu |

| Arbitro: | Müller |

|             |           |                                       |
| Sievers 77’ | Marcatori | 35’ Hartig 58’ Radlspeck 87’ Strehmel |

| Arbitro: | Friedrichs |

|                                                   |           |  |
| Sailer 41’ Malchow 43’, 82’ Labak 53’ Beierle 77’ | Marcatori |  |

| Arbitro: | Casper |

|               |           |  |
| Elberfeld 22’ | Marcatori |  |

| Arbitro: | Dehmelt |

|             |           |  |
| Onderka 42’ | Marcatori |  |

| Arbitro: | Werthmann |

|           |           |           |
| Urban 70’ | Marcatori | 25’ Weiss |

| Arbitro: | Insam |

|                        |           |                               |
| Meißner 21’ Präger 67’ | Marcatori | 20’ Elberfeld 37’ Valentinčič |

| Arbitro: | Prengel |

|                     |           |                           |
| Goch 24’ Janiak 55’ | Marcatori | 45’ Arnold 53’ Sverrisson |

| Lipsia 20 aprile 1997, ore 15:00 CEST 26ª giornata | VfB Lipsia | 0 – 0 referto | Oldenburg | Bruno-Plache-Stadion (3 600 spett.)\| Arbitro: \| Schütz \| |
| Arbitro:                                           | Schütz     |               |           |                                                             |

| Arbitro: | Keßler |

|                         |           |  |
| Urban 77’ Elberfeld 88’ | Marcatori |  |

| Arbitro: | Stark |

|                                                  |           |  |
| Klein 39’ Helmig 48’ Schürmann 56’, 67’ Vier 69’ | Marcatori |  |

| Arbitro: | Schmidt |

|  |           |            |
|  | Marcatori | 14’ Kadlec |

| Arbitro: | Neis |

|           |           |             |
| Tammen 3’ | Marcatori | 89’ Lottner |

| Arbitro: | Hufgard |

|                         |           |  |
| Iashvili 43’ Möller 45’ | Marcatori |  |

| Arbitro: | Dörr |

|           |           |                   |
| Etebu 76’ | Marcatori | 86’ Pilz 89’ Klee |

| Arbitro: | Friedrichs |

|                     |           |  |
| Uysal 18’ Hayer 54’ | Marcatori |  |

| Arbitro: | Zerr |

|         |           |                        |
| Goch 3’ | Marcatori | 36’ Dickhaut 44’ Weber |

### Coppa di Germania
| Arbitro: | Wack |

|             |           |                                    |
| Thömmes 45’ | Marcatori | 78’ Szubert 85’ Zierott 87’ Janiak |

| Arbitro: | Merk |

|               |           |                        |
| Elberfeld 38’ | Marcatori | 71’ Brand 84’ Labbadia |

## Statistiche

### Statistiche di squadra
| Competizione      | Punti | In casa | In casa | In casa | In casa | In casa | In casa | In trasferta | In trasferta | In trasferta | In trasferta | In trasferta | In trasferta | Totale | Totale | Totale | Totale | Totale | Totale | DR  |
| Competizione      | Punti | G       | V       | N       | P       | Gf      | Gs      | G            | V            | N            | P            | Gf           | Gs           | G      | V      | N      | P      | Gf     | Gs     | DR  |
| ----------------- | ----- | ------- | ------- | ------- | ------- | ------- | ------- | ------------ | ------------ | ------------ | ------------ | ------------ | ------------ | ------ | ------ | ------ | ------ | ------ | ------ | --- |
| 2. Bundesliga     | 27    | 17      | 5       | 6       | 6       | 22      | 23      | 17           | 1            | 3            | 13           | 11           | 44           | 34     | 6      | 9      | 19     | 33     | 67     | -34 |
| Coppa di Germania | -     | 1       | 0       | 0       | 1       | 1       | 2       | 1            | 1            | 0            | 0            | 3            | 1            | 2      | 1      | 0      | 1      | 4      | 3      | +1  |
| Totale            | 27    | 18      | 5       | 6       | 7       | 23      | 25      | 18           | 2            | 3            | 13           | 14           | 45           | 36     | 7      | 9      | 20     | 37     | 70     | -33 |

### Andamento in campionato
| Giornata  | 1 | 2  | 3  | 4  | 5  | 6  | 7  | 8  | 9  | 10 | 11 | 12 | 13 | 14 | 15 | 16 | 17 | 18 | 19 | 20 | 21 | 22 | 23 | 24 | 25 | 26 | 27 | 28 | 29 | 30 | 31 | 32 | 33 | 34 |
| --------- | - | -- | -- | -- | -- | -- | -- | -- | -- | -- | -- | -- | -- | -- | -- | -- | -- | -- | -- | -- | -- | -- | -- | -- | -- | -- | -- | -- | -- | -- | -- | -- | -- | -- |
| Luogo     | C | T  | C  | T  | C  | T  | C  | T  | C  | T  | C  | T  | T  | C  | T  | C  | T  | T  | C  | T  | C  | T  | C  | T  | C  | T  | C  | T  | C  | C  | T  | C  | T  | C  |
| Risultato | N | N  | N  | P  | P  | P  | P  | P  | V  | P  | V  | P  | P  | N  | P  | V  | V  | P  | P  | P  | V  | P  | N  | N  | N  | N  | V  | P  | P  | N  | P  | P  | P  | P  |
| Posizione | 6 | 11 | 11 | 14 | 17 | 17 | 17 | 18 | 17 | 18 | 17 | 18 | 18 | 18 | 18 | 18 | 16 | 17 | 18 | 18 | 17 | 17 | 17 | 17 | 17 | 17 | 17 | 17 | 17 | 17 | 17 | 18 | 18 | 18 |

Legenda:

Luogo: C = Casa; T = Trasferta. Risultato: V = Vittoria; N = Pareggio; P = Sconfitta.

### Statistiche dei giocatori
!! colspan="4" | Totale

| Giocatore        | 2. Bundesliga | 2. Bundesliga | 2. Bundesliga | 2. Bundesliga | Coppa di Germania A. Boll | Coppa di Germania A. Boll | Coppa di Germania A. Boll | Coppa di Germania A. Boll | 3        | 0    | 1           | 0          | 0 | 0 | 0 | 0 | 3 | 0 | 1 | 0 |
| Giocatore        | Presenze      | Reti          | Ammonizioni   | Espulsioni    | Presenze                  | Reti                      | Ammonizioni               | Espulsioni                | Presenze | Reti | Ammonizioni | Espulsioni |   |   |   |   |   |   |   |   |
| S. Bremer        | 13            | 1             | 2             | 0             | 0                         | 0                         | 0                         | 0                         | 13       | 1    | 2           | 0          |   |   |   |   |   |   |   |   |
| H. Butt          | 20            | 1             | 0             | 0             | 2                         | 0                         | 0                         | 0                         | 22       | 1    | 0           | 0          |   |   |   |   |   |   |   |   |
| W. Cisek         | 23            | 0             | 1             | 0             | 2                         | 0                         | 1                         | 0                         | 25       | 0    | 2           | 0          |   |   |   |   |   |   |   |   |
| F. Claaßen       | 9             | 0             | 2             | 0             | 2                         | 0                         | 0                         | 0                         | 11       | 0    | 2           | 0          |   |   |   |   |   |   |   |   |
| C. Cordes        | 1             | 0             | 0             | 0             | 0                         | 0                         | 0                         | 0                         | 1        | 0    | 0           | 0          |   |   |   |   |   |   |   |   |
| T. Ehle          | 10            | 0             | 4             | 0             | 0                         | 0                         | 0                         | 0                         | 10       | 0    | 4           | 0          |   |   |   |   |   |   |   |   |
| R. Eilenberger   | 15            | 0             | 0             | 0             | 0                         | 0                         | 0                         | 0                         | 15       | 0    | 0           | 0          |   |   |   |   |   |   |   |   |
| H. Elberfeld     | 32            | 10            | 10            | 0             | 2                         | 1                         | 0                         | 0                         | 34       | 11   | 10          | 0          |   |   |   |   |   |   |   |   |
| C. Etebu         | 20            | 3             | 2             | 0             | 1                         | 0                         | 0                         | 0                         | 21       | 3    | 2           | 0          |   |   |   |   |   |   |   |   |
| T. Goch          | 32            | 3             | 7             | 0             | 2                         | 0                         | 1                         | 0                         | 34       | 3    | 8           | 0          |   |   |   |   |   |   |   |   |
| R. Hilljegerdes  | 1             | 0             | 0             | 0             | 0                         | 0                         | 0                         | 0                         | 1        | 0    | 0           | 0          |   |   |   |   |   |   |   |   |
| J. Janiak        | 27            | 0             | 4             | 0             | 2                         | 1                         | 2                         | 0                         | 29       | 1    | 6           | 0          |   |   |   |   |   |   |   |   |
| M. Janiak        | 24            | 1             | 3             | 0             | 0                         | 0                         | 0                         | 0                         | 24       | 1    | 3           | 0          |   |   |   |   |   |   |   |   |
| J. Klütz         | 28            | 0             | 5             | 2             | 2                         | 0                         | 0                         | 0                         | 30       | 0    | 5           | 2          |   |   |   |   |   |   |   |   |
| S. Lang          | 2             | 0             | 1             | 0             | 1                         | 0                         | 0                         | 0                         | 3        | 0    | 1           | 0          |   |   |   |   |   |   |   |   |
| G. Milosavljević | 20            | 2             | 5             | 0             | 0                         | 0                         | 0                         | 0                         | 20       | 2    | 5           | 0          |   |   |   |   |   |   |   |   |
| L. Sall          | 30            | 0             | 7             | 0             | 2                         | 0                         | 0                         | 0                         | 32       | 0    | 7           | 0          |   |   |   |   |   |   |   |   |
| J. Sievers       | 18            | 3             | 3             | 1             | 2                         | 0                         | 1                         | 0                         | 20       | 3    | 4           | 1          |   |   |   |   |   |   |   |   |
| D. Szubert       | 13            | 1             | 4             | 0             | 2                         | 1                         | 0                         | 0                         | 15       | 2    | 4           | 0          |   |   |   |   |   |   |   |   |
| A. Tammen        | 28            | 3             | 6             | 0             | 1                         | 0                         | 1                         | 0                         | 29       | 3    | 7           | 0          |   |   |   |   |   |   |   |   |
| J. Urban         | 19            | 3             | 6             | 0             | 0                         | 0                         | 0                         | 0                         | 19       | 3    | 6           | 0          |   |   |   |   |   |   |   |   |
| A. Uwe           | 31            | 1             | 9             | 0             | 2                         | 0                         | 1                         | 0                         | 33       | 1    | 10          | 0          |   |   |   |   |   |   |   |   |
| S. Valentinčič   | 14            | 1             | 3             | 1             | 0                         | 0                         | 0                         | 0                         | 14       | 1    | 3           | 1          |   |   |   |   |   |   |   |   |
| M. Votava        | 15            | 0             | 2             | 0             | 0                         | 0                         | 0                         | 0                         | 15       | 0    | 2           | 0          |   |   |   |   |   |   |   |   |
| A. Woloschin     | 16            | 0             | 1             | 1             | 1                         | 0                         | 1                         | 0                         | 17       | 0    | 2           | 1          |   |   |   |   |   |   |   |   |
| P. Zierott       | 6             | 0             | 2             | 0             | 2                         | 1                         | 0                         | 0                         | 8        | 1    | 2           | 0          |   |   |   |   |   |   |   |   |